# Yzerfontein
Yzerfontein is een vakantiedorp in de Zuid-Afrikaanse provincie West-Kaap aan de westkust van Zuid-Afrika aan de Atlantische Oceaan en is populair bij surfers. Yzerfontein behoort tot de gemeente Swartland, die onderdeel van het district Weskus is.
De stad is ontstaan in 1937 toen de familie Katz de boerderij Yzerfontein kocht en het land onderverdeelde in woonpercelen. De naam is afgeleid van een fontein die ontspringt uit een ijzeren rotsformatie.
De stad heeft een 25 km lang strand, het langste ononderbroken strand van Zuid-Afrika. Er is een restaurant dat inheemse gerechten serveert. Het kan te voet of via een onverharde weg worden bereikt.
De stad ligt naast het beroemde Weskus Nationale Park, en struisvogels, slangen, dassies en zelfs geiten zijn hier te vinden. Zeevogels en duikers voelen zich thuis in de stad en broeden hun jongen uit op Meeurots, een klein eiland in de baai, en Dasseneiland. Walvissen komen paren en kalven in de baai. Ze zijn te bezichtigen van juni tot december.